# ГЕС Марімбондо
ГЕС Марімбондо (порт. Usina Hidrelétrica de Marimbondo) — гідроелектростанція на сході Бразилії на межі штатів Мінас-Жерайс та Сан-Паулу. Знаходячись між ГЕС Porto Colombia (вище по течії) та ГЕС Agua Vermelha, входить до складу каскаду на лівому витоку Парани на річці Ріо-Гранде.

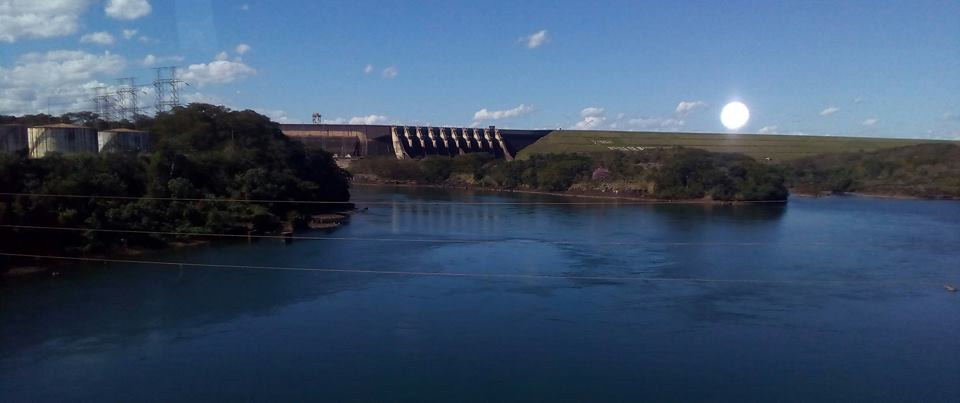
Вид з нижнього б'єфу. Зправа на фото водоскиди греблі

Для роботи ГЕС річку перекрили земляною греблею висотою 94 метри, довжиною 3100 метрів та шириною по гребеню 10 метрів, яка потребувала 14,4 млн м3 матеріалу. Вона утримує велике водосховище з площею поверхні 438 км2 та об'ємом 6,15 млрд м3 (корисний об'єм 5,26 млрд м3), для якого нормальним коливанням рівня поверхні є знаходження між позначками 426 та 446,3 метра НРМ (максимальний рівень на випадок повені 447,4 метра НРМ).
Пригреблевий машинний зал обладнали вісьмома турбінами типу Френсіс потужністю по 180 МВт, які працюють при напорі 60,3 метра.
Видача продукції відбувається по ЛЕП, що працює під напругою 525 кВ.